# Mikołaj Bylina (podkomorzy)
Mikołaj Bylina herbu Belina – podkomorzy czerski, poseł ziemi czerskiej na sejm koronacyjny 1576 roku.
W 1575 roku podpisał elekcję Maksymiliana II Habsburga.